# Agnieszka Wajs
Agnieszka Wajs (ur. 28 maja 1985 w Chorzowie) – polska aktorka teatralna, dubbingowa, serialowa, wokalistka, konferansjerka. Występowała w teatrach: Gliwicki Teatr Muzyczny (w latach 2002-2009), Teatr Rozrywki w Chorzowie (w latach 2006 - 2008), Teatr Śląski im. St. Wyspiańskiego (w latach 2008-2009), OCH Teatr w Warszawie (w latach 2011-2012), Teatr Zagłębia w Sosnowcu (w latach 2012-2013), Teatr Dzieci Zagłębia w Będzinie (w latach 2017-2019).
W latach 2009 - 2014 Prezenterka Telewizji TVS. Prezentowała program śniadaniowy "Radio na wizji", teleturniej "MOTOTEST", program rozrywkowy "Wakacje z TVS", program kulinarny "8 smaków Europy".
Jedna z założycielek zespołu SIOSTRY WAJS & STONOGA.
Prowadzi szkolenia z zakresu higieny i emisji głosu oraz wystąpień publicznych m.in. podczas Centralnego Kursu Spikerskiego PZPN.

## Filmografia
- 2006: Święta wojna –
  - obsada aktorska (recepcjonistka) FEMINISTA (255)
  - obsada aktorska (panna młoda) OSTANIEC (256)
- 2019: Bromba w sieci - teatr telewizji
- 2024: Na Wspólnej - obsada aktorska (prawniczka; odcinki: 3911, 3917, 3921)
- 2024: Pierwsza miłość - obsada aktorska (R. Dados, pracownica Prokuratury Rejonowej we Wrocławiu (odcinek: 3961))
- 2024: Dzielnica strachu - obsada aktorska (Brygida Susik) OSTATNIE ZDJĘCIE (243)

## Polski dubbing
- 2008: Iron Man: Armored Adventures
- 2008: Transformers Animated –
  - Sari,
  - Blackarachnia,
  - Teletran 1,
  - Arcee
- 2007: Monster Buster Club – Sam
- 2007: Johnny Kapahala: Z powrotem na fali – Melanie Kapahala
- 2006: Wendy Wu
- 2003: Bobobō-bo Bō-bobo – Beauty
- 2001–2008: Odlotowe agentki –
  - Stacy,
  - Muffy Peprich
- 1987: Mali czarodzieje – Winkle
- Prosiaczek Cienki – Mała kurka, Bracia Cienkiego, Siostra Cienkiego
- Rubbadubbers

## Dyskografia
| Rok  | Tytuł                                         | Single               | Rok  | Teledysk                                      |
| ---- | --------------------------------------------- | -------------------- | ---- | --------------------------------------------- |
| 2015 | Siostry Wajs & Stonoga                        | Kolorowa Stonoga     | 2015 | Siostry Wajs & Stonoga - Kolorowa Stonoga     |
| 2015 | Siostry Wajs & Stonoga                        | Łeo Afrikana         | 2016 | Zapis z programu Telewizji TVS                |
| 2015 | Siostry Wajs & Stonoga                        | Stwory Potwory       | 2016 | Siostry Wajs & Stonoga - Stwory Potwory       |
| 2016 | Siostry Wajs & Stonoga - Święta w Każdym Domu | Święta w Każdym Domu | 2016 | Siostry Wajs & Stonoga - Święta w Każdym Domu |